# Attagenus madoni
Attagenus madoni es una especie de coleóptero de la familia Dermestidae.

## Distribución geográfica
Habita en  Gambia y Senegal.